# Жданов Олег Володимирович
Олег Володимирович Жданов (30 березня 1966 , Дрезден ) — радянський та український військовик, полковник запасу ЗСУ, військовий аналітик, відеоблогер та журналіст.

## Біографія
Народився 30 березня 1966 року у місті Дрезден.
1987 року закінчив Хмельницьке вище артилерійське командне училище.
З 1987 до 1992 року служив у Групі радянських військ у Німеччині (з 1989 року — Західній групі радянських військ) у Східній Німеччині в місті Борна (найімовірніше, у 96-му самохідно-артилерійському полку 9-ї танкової дивізії 1-ї гвардійської танкової армії). Потрапляння на службу в Східну Німеччину в СРСР вважалось успіхом для офіцера.
Наступні 5 років проходив службу в 331-му самохідно-артилерійському полку (місто Перечин Закарпатської області) 128-ї гвардійської механізованої дивізії 38-го армійського корпусу Прикарпатського військового округу.
З 1997 до 1999 року Жданов викладав у Національній академії оборони України. Потім п'ять років (з 1999 до 2004 року) працював у Головному управлінні ракетних військ та артилерії.
З 2004 до 2007 року основним його місцем служби було Головне оперативне управління Генерального штабу Збройних Сил України. У 2007 році у званні полковника звільнився в запас.
У 2015 році балотувався в Київську обласну раду 7-го скликання від об'єднання «Самопоміч». Не був обраний.

## Медіаактивність та блогерська діяльність
У 2012 відкрив власний ютуб-канал.
З 2016 року регулярно виступає не лише на телебаченні та в українській пресі, а й у міжнародних ЗМІ, зокрема — російській, білоруській, латвійскій, ізраїльській, й іракській пресі.

## Родина
З 1987 року одружений із Людмилою Ждановою. Вона обіймає посаду директора зі стратегічного розвитку у видавничому домі «Здоров'я України». Син Володимир — підприємець-кондитер.